# Marco Antonio Solís
Pour les articles homonymes, voir Solis.
Marco Antonio Solís né dans le Michoacán, le 29 décembre 1959 est un chanteur mexicain. Il a seulement 12 ans lorsqu'il forme son premier groupe musical, Los Hermanitos Solís (les frères Solis).

## Carrière
Marco Antonio Solís a commencé à jouer à l'âge de 6 ans dans le cadre de Los Hermanitos Solís, avec son cousin Joel Solís. Au milieu des années 1970, il forme "Los Bukis", avec qui il réussit au Mexique, en Amérique centrale, en Amérique du Sud et aux États-Unis. En tant que chanteur et compositeur principal de Los Bukis, Solís s'est fait connaître dans l'industrie pour avoir écrit et produit pour des chanteurs populaires tels que Marisela et Rocío Dúrcal. En 1995, après presque 20 ans de travail au sein du groupe, il décida de poursuivre une carrière solo.
En tant qu'artiste solo, il est resté populaire au Mexique, son pays natal, en Amérique latine et en Espagne, ainsi qu'aux États-Unis avec plus de trente entrées au palmarès Hot Latin Tracks de Billboard, y compris plusieurs hits numéro un. . Il a notamment travaillé avec Olga Tañón, Ana Bárbara et Enrique Iglesias et Anaís. Le 5 août 2010, Solís a reçu son étoile sur le Walk of Fame à Hollywood. Marco Antonio Solís est apparu comme entraîneur vocal lors de la troisième saison de La Voz ... México et a remporté la compétition. Il partit en tournée pour promouvoir son album Gracias Por Estar Aqui quelques semaines après. Son album, "Gracias Por Estar Aquí", est sorti le 22 octobre 2013 et a fait ses débuts à la 1ère place du palmarès des meilleurs albums latins de Billboard.
Solís a assuré le doublage en espagnol d'Ernesto de la Cruz, le principal antagoniste du film Coco de Disney-Pixar en 2017.

## Vie privée
Marco Antonio Solís Sosa est le fils de monsieur Antonio Solís Marroquín de madame María Elena Sosa. Il est le frère de José Javier Solís Sosa.

## Titres connus
- "Así Como Te Conocí"
- "Casas de Carton"
- "Cuando Te Acuerdes De Mí"
- "Dónde Estará Mi Primavera"
- "En el Mismo Tren"
- "En Mi Viejo San Juan"
- "Encadenada a Mí"
- "Equivocado"
- "Himno a la Humildad"
- "Inventame"
- "Mas Que Tu Amigo"
- "Me Vas a Hacer Llorar"
- "Mi Mayor Sacrificio"
- "Mi Último Adiós"
- "O Me Voy o Te Vas"
- "O Soy, o Fui"
- "Popurri"
- "Por Amor a Mio"
- "Prefiero Partir"
- "Que Pena Me Das"
- "Recuerdos, Tristeza, y Soledad"
- "Sé Que Me Vas a Dejar"
- "Será Mejor Que Te Vayas"
- "Si No Te Hubieras Ido"
- "Si Te Pudiera Mentir"
- "Si Ya No Te Vuelvo a Ver"
- "Siempre Tú a Mi Lado"
- "Sigue Sin Mí"
- "Sin Lado Izquierdo"
- "Te Amo Mama"
- "Tu Amor o Tu Desprecio"
- "Tu Ingratitud"
- "La Venia Bendita"
- "Y Yo Sin Ti"
- "Ya Aprendarás"
- " Amor en silencio "

## Sources
- (es) « Marco Antonio Solís, biografía », sur MundoHispanico, Atlanta, Mundo Hispano Digital Network, 16 décembre 2020